# イベント

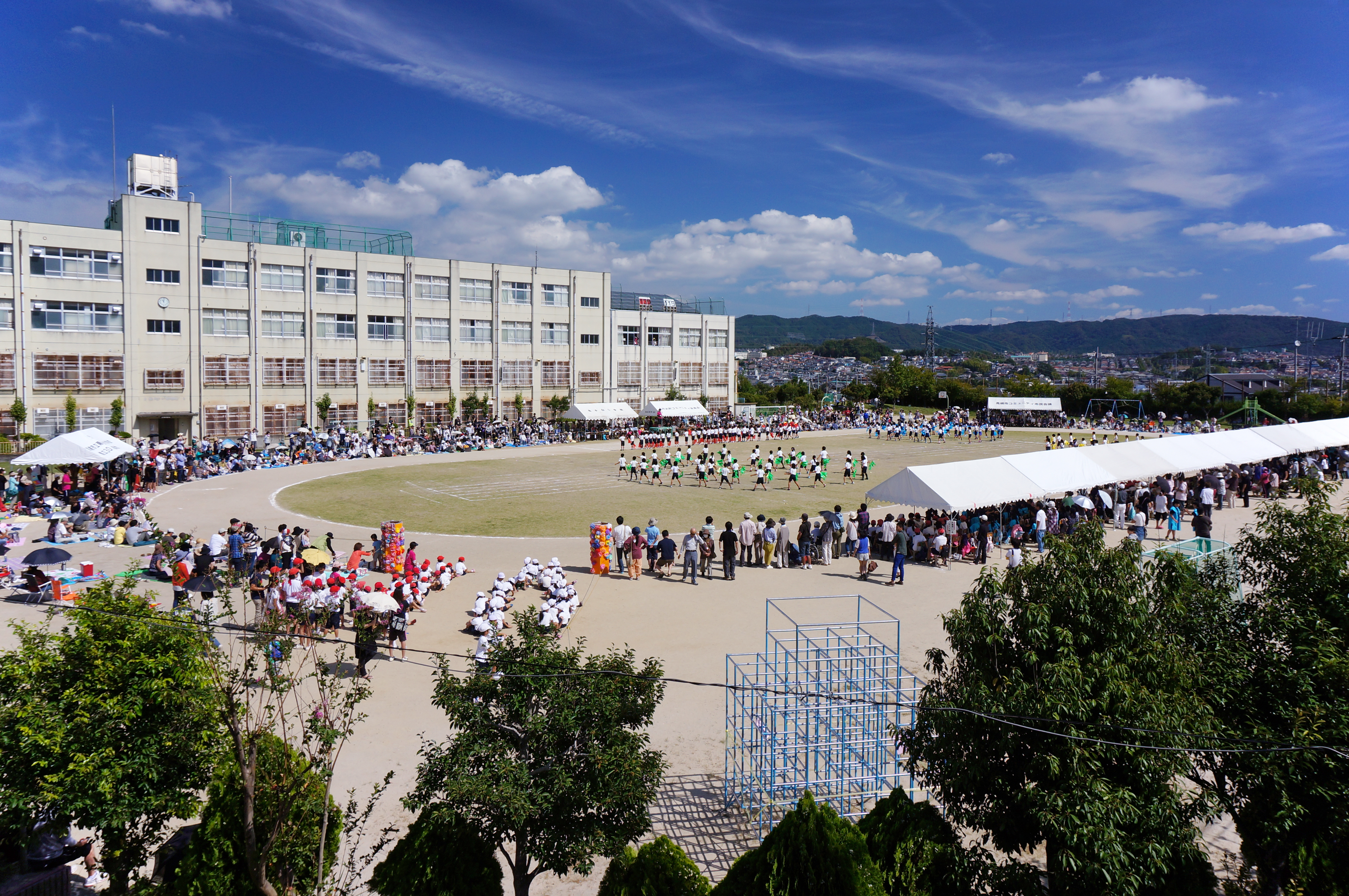
日本の小学校の運動会

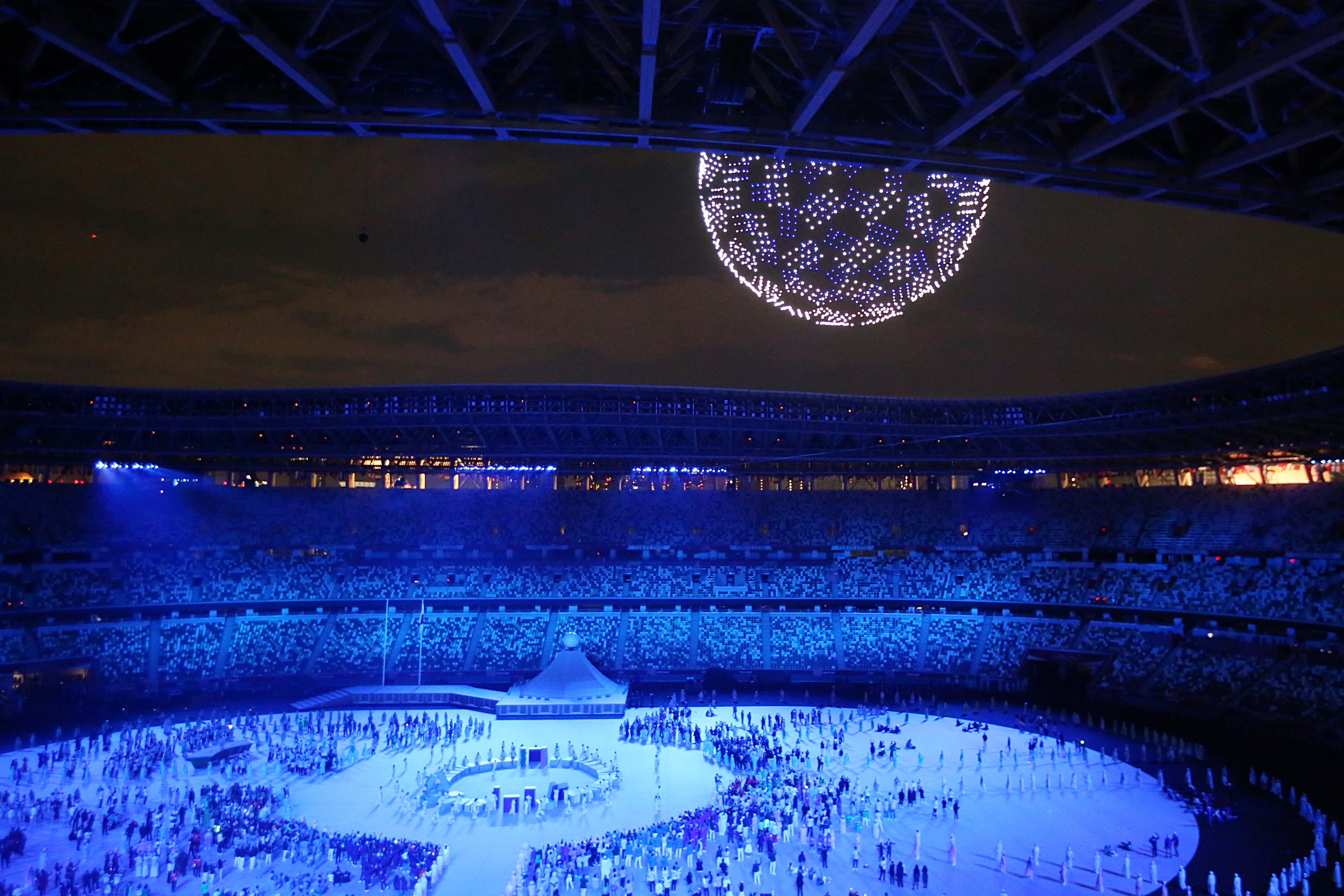
2020東京オリンピックの開会式

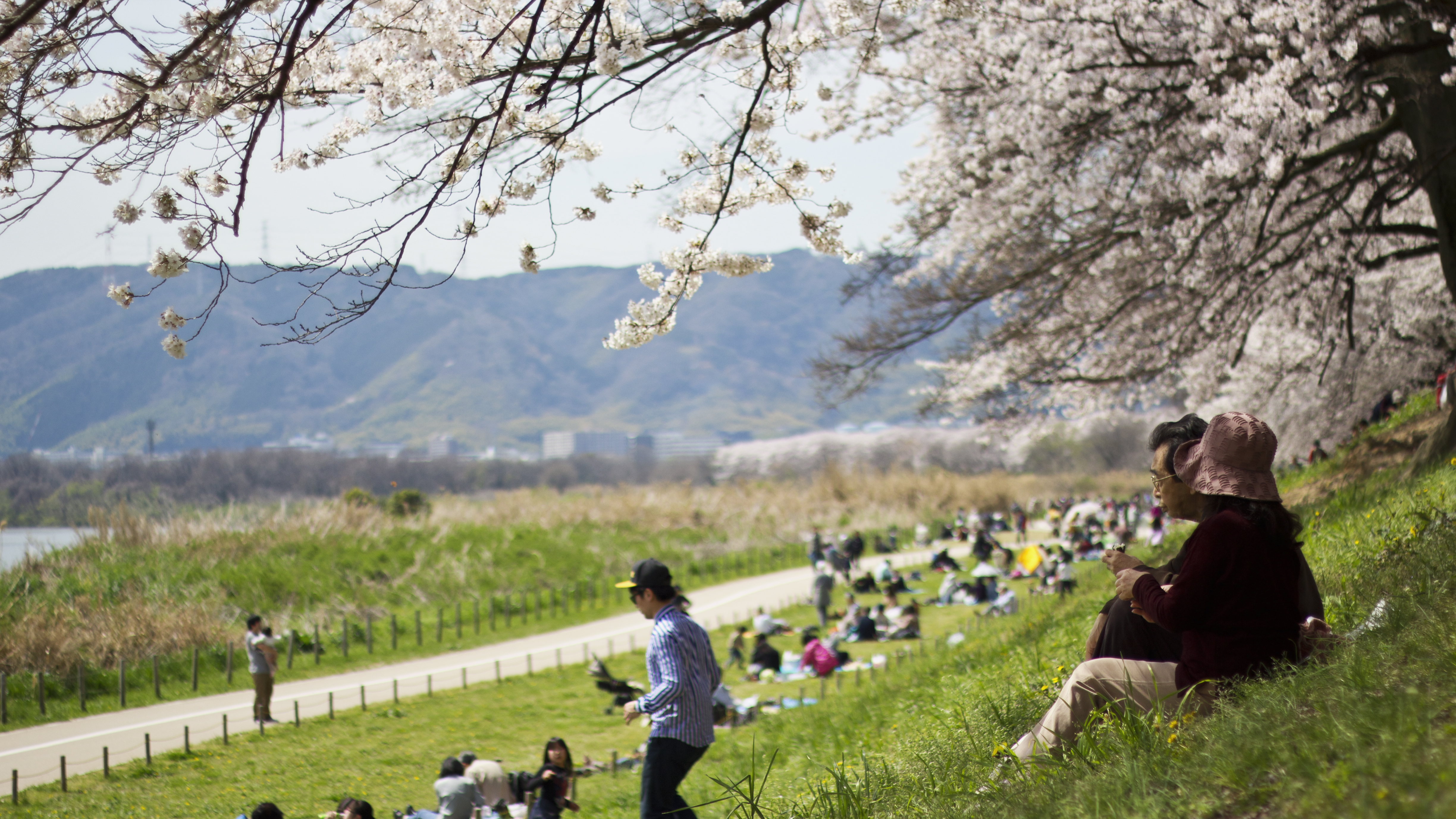
花見

イベント（英: event、英語発音: [iˈvent] イヴェントゥ）は、行事や催し物のことである。

## 概説
現代日本において「イベント」といった場合には、運動会や文化祭などのような大規模な学校行事、花見や誕生日パーティーなど個人的な行事、阪神甲子園球場の高校野球大会、オリンピック、あるいはサッカーのワールドカップのようなスポーツの大会、地方公共団体や地域社会が行う祭り、万国博覧会などの国家的な行事、などを指すことが一般的である。また、販売促進のために行われる歌手・タレント・声優・作家・漫画家らの握手会やサイン会などの催し物を指すこともある。
開催頻度としては、博覧会のように一度限りのもののほかに、オリンピックなど世界的なスポーツイベントのように数年に一度から、甲子園の高校野球大会など年に2回程度までのものをいうことが多い。
イベント開催にあたり、臨時のFM放送（イベント放送局）やテレビジョン放送（エリア放送）の放送局が開設される場合がある。
また、ビッグサイトのような常設のエリア放送局を保有する施設もある。

## 風物詩となったイベント
数あるイベントの中には毎年行われ、すでに風物詩として定着したものがある。春の花見、秋の運動会（体育祭）などはその代表的なものである。その他もいろいろある。

## イベント・プロモーション
イベントはプロモーション（販売促進）のための手段の一つとして行われることも多い。この場合は主催企業・団体によりCMが作られたりパンフレットが配られるなど、かなり社会的に大規模に行われる。博覧会や展示会、展示即売会などがその主なものである。これらイベントを専門的に企画・運営する会社をプロモーターやイベンターと呼ぶことがある。

## よく知られているイベント

### 展示会系

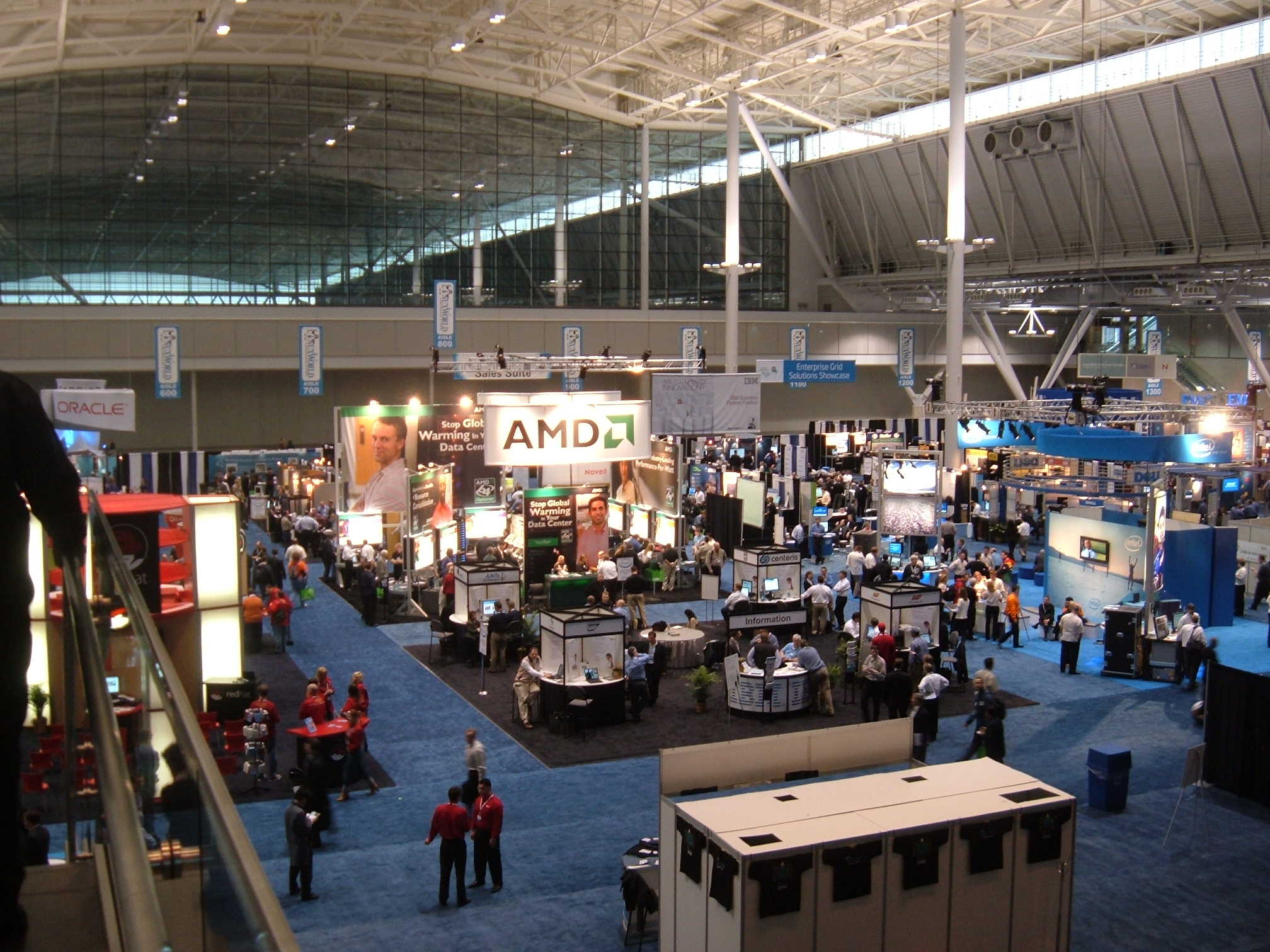
ボストンの見本市会場で開かれた2006年リナックスワールド

- 見本市
- ファッションショー
- ミス・コンテスト
- モーターショー
- ガーデニングショー

### 博覧会系
- 博覧会
- 国際博覧会

### スポーツ大会系
- 高校野球大会
- オリンピック
- ワールドカップ
- マラソン大会
- 国民体育大会
- インターハイ
- 全日本学生選手権大会（インターカレッジ）
- ウォーキング（歩け歩け）大会

### 芸能・音楽系
- コンサート
- コラボレート
- クラシック・ジャズ・ポップスコンサート
- ロック・フェスティバル
- コスプレダンスパーティー
- インストアイベント
- 公開放送

### 市場系
- 同人誌即売会
- 蚤の市（フリーマーケット、骨董市）
- 植木市
- 陶器市
- 競売会

### コンベンション系
- アニメコンベンション
- 日本SF大会
- SFコンベンション

### 祭り系
- 祭り
- フェスティバル
- カーニバル（謝肉祭）
- 花火大会
- 盆踊り

### 脱出ゲーム
- 謎解き
- フィールドアスレチック
- 心理
- 迷路